# Ulitino
Ulitino (in lingua russa Улитино) è una città situata in Russia, nell'Oblast' di Arcangelo, più precisamente nel Pleseckij rajon.